# Haptodus
A Haptodus a fosszilis emlősszerűek (Synapsida) osztályába tartozó bazális, azaz alapi állatnem.

## Tudnivalók
A Sphenacodontia kládon belül a primitívebb csoportokhoz tartozott. Rokonságban állt a Sphenacodontidae család tagjaival (de az is lehet, hogy az ősük volt), mint például a Dimetrodon nemmel. A Dimetrodon-fajoktól eltérően azonban a Haptodus nembeli fajoknak nem volt hátvitorlájuk.
A Haptodus a késő karbon és a kora perm korszakokban élt, körülbelül 299-296,4 millió évvel ezelőtt. E nembéli fajok maradványait Európában és Észak-Amerikában találták meg.

## Rendszerezés
A nembe az alábbi 2-3 faj tartozik:
- Haptodus baylei Gaudry, 1886 - típusfaj; egyetlen és igen hiányos példány alapján ismerjük. A maradványt a párizsi természettudományi múzeumban őrzik. A franciaországi Les Télots-ban bukkantak rá; 299-296,4 millió évesnek becsülik
- Haptodus garnettensis Currie, 1977 - a testhossza mintegy 1,5 méter lehetett. Korában közepes termetű ragadozónak számított, amely rovarokat és kis gerinceseket ejtett el. Eddig 16 példánya került elő, mindegyik a kansasi Anderson megyében levő Garnett Quarry-ból; a holotípus a RM 14156 raktárszámot viseli. 305-303,9 millió évesnek becsülik; mivel jóval régebbi mint a többi faj, és más földrészen is él - bár akkor Pangea volt -, meglehet, hogy nem igazi Haptodus-faj
- ?Haptodus grandis Paton, 1974 - egyetlen, részleges felső állcsont alapján ismerjük; a példány a Gz 1071 raktárszámot kapta. Az angliai Kenilworthban találták meg és ott is őrzik. 299 millió évesnek becsülik

Korábban még több Haptodus-fajt tartottak számon, azonban azokból vagy szinonimák lettek, vagy pedig más nemekbe lettek áthelyezve.

## Képek

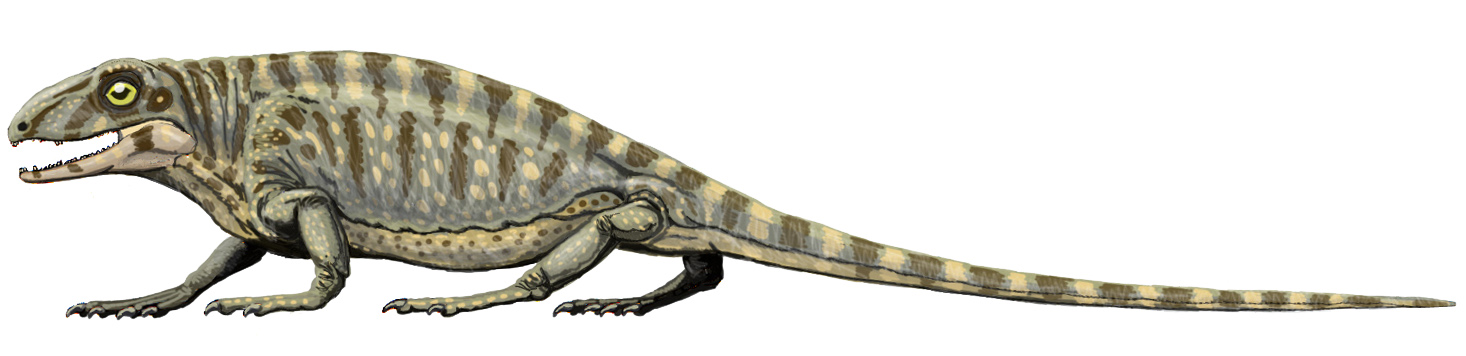
H. garnettensis rekonstrukció
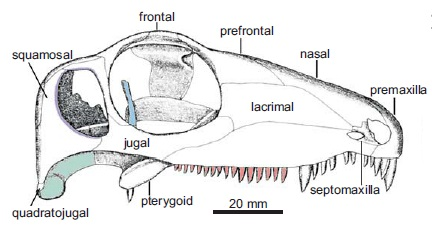
Rajz a H. garnettensis koponyájáról

### Fordítás
- Ez a szócikk részben vagy egészben  a   Haptodus című angol Wikipédia-szócikk ezen változatának fordításán alapul.  Az eredeti cikk szerkesztőit annak laptörténete sorolja fel. Ez a jelzés csupán a megfogalmazás eredetét és a szerzői jogokat jelzi, nem szolgál a cikkben szereplő információk forrásmegjelöléseként.